# Австрія на зимових Олімпійських іграх 2018
Австрія на зимових Олімпійських іграх 2018, що проходили з 9 по 25 лютого в Пхьончхані (Південна Корея), була представлена 105 спортсменами в 12 видах спорту.

## Медалісти
| Медалі | Спортсмени                                                                                      | Вид спорту          | Дисципліна                                       | Дата      |
| ------ | ----------------------------------------------------------------------------------------------- | ------------------- | ------------------------------------------------ | --------- |
| Золото | Давід Гляйршер                                                                                  | Санний спорт        | одиночні сани (чоловіки)                         | 11 лютого |
| Золото | Марсель Гіршер                                                                                  | Гірськолижний спорт | комбінація (чоловіки)                            | 13 лютого |
| Золото | Маттіас Маєр                                                                                    | Гірськолижний спорт | супергігант (чоловіки)                           | 16 лютого |
| Золото | Марсель Гіршер                                                                                  | Гірськолижний спорт | гігантський слалом (чоловіки)                    | 18 лютого |
| Золото | Анна Гассер                                                                                     | Сноубординг         | біг-ейр (жінки)                                  | 22 лютого |
| Срібло | Петер Пенц Георг Фішлер                                                                         | Санний спорт        | пари (чоловіки)                                  | 14 лютого |
| Срібло | Анна Файт                                                                                       | Гірськолижний спорт | супергігант (жінки)                              | 17 лютого |
| Срібло | Штефані Бруннер Мануель Феллер Катаріна Ґалльгубер Катаріна Лінсбергер Міхаель Матт Марко Шварц | Гірськолижний спорт | змішані команди                                  | 22 лютого |
| Бронза | Лукас Клапфер                                                                                   | Лижне двоборство    | нормальний трамплін/10 км (чоловіки)             | 14 лютого |
| Бронза | Домінік Ландертінгер                                                                            | Біатлон             | індивідуальна гонка (чоловіки)                   | 15 лютого |
| Бронза | Маделайне Егле Давід Гляйршер Петер Пенц Георг Фішлер                                           | Санний спорт        | змішана естафета                                 | 15 лютого |
| Бронза | Катаріна Ґалльгубер                                                                             | Гірськолижний спорт | слалом (жінки)                                   | 16 лютого |
| Бронза | Вільгельм Деніфль Лукас Клапфер Бернгард Грубер Маріо Зайдль                                    | Лижне двоборство    | командні, великий трампілін, естафета (чоловіки) | 22 лютого |

## Спортсмени
| Вид спорту          | Чоловіки | Жінки | Всього |
| ------------------- | -------- | ----- | ------ |
| Біатлон             | 6        | 5     | 11     |
| Бобслей             | 8        | 4     | 12     |
| Гірськолижний спорт | 11       | 11    | 22     |
| Ковзанярський спорт | 1        | 4     | 5      |
| Лижне двоборство    | 5        | 0     | 5      |
| Лижні перегони      | 4        | 3     | 7      |
| Санний спорт        | 7        | 3     | 10     |
| Скелетон            | 1        | 1     | 2      |
| Сноубординг         | 9        | 5     | 14     |
| Стрибки з трампліна | 5        | 3     | 8      |
| Фігурне катання     | 1        | 1     | 2      |
| Фристайл            | 7        | 5     | 12     |
| Усього              | 65       | 40    | 105    |